# Le Caule-Sainte-Beuve
Pour les articles homonymes, voir Caule et Sainte-Beuve (homonymie).
Le Caule-Sainte-Beuve est une commune française située dans le département de la Seine-Maritime en région Normandie.

## Géographie

### Localisation
La commune est constituée d'un ensemble de hameaux agricoles normands situés en limite de la Basse Forêt d'Eu, limité au sud par l'ancienne RN 29 (actuelle RD 929).
Elle est aisément accessible par l'autoroute A29.

### Communes limitrophes
Les communes limitrophes sont  Aubermesnil-aux-Érables, Auvilliers, Flamets-Frétils, Illois, Landes-Vieilles-et-Neuves, Nullemont, Rétonval, Saint-Germain-sur-Eaulne et Sainte-Beuve-en-Rivière.

### Hydrographie
La commune est située dans le bassin Seine-Normandie. Elle n'est drainée par aucun cours d'eau,. Néanmoins un plan d'eau est présent sur le territoire communal : la mare de la Fourdinaye (0,03 ha),.

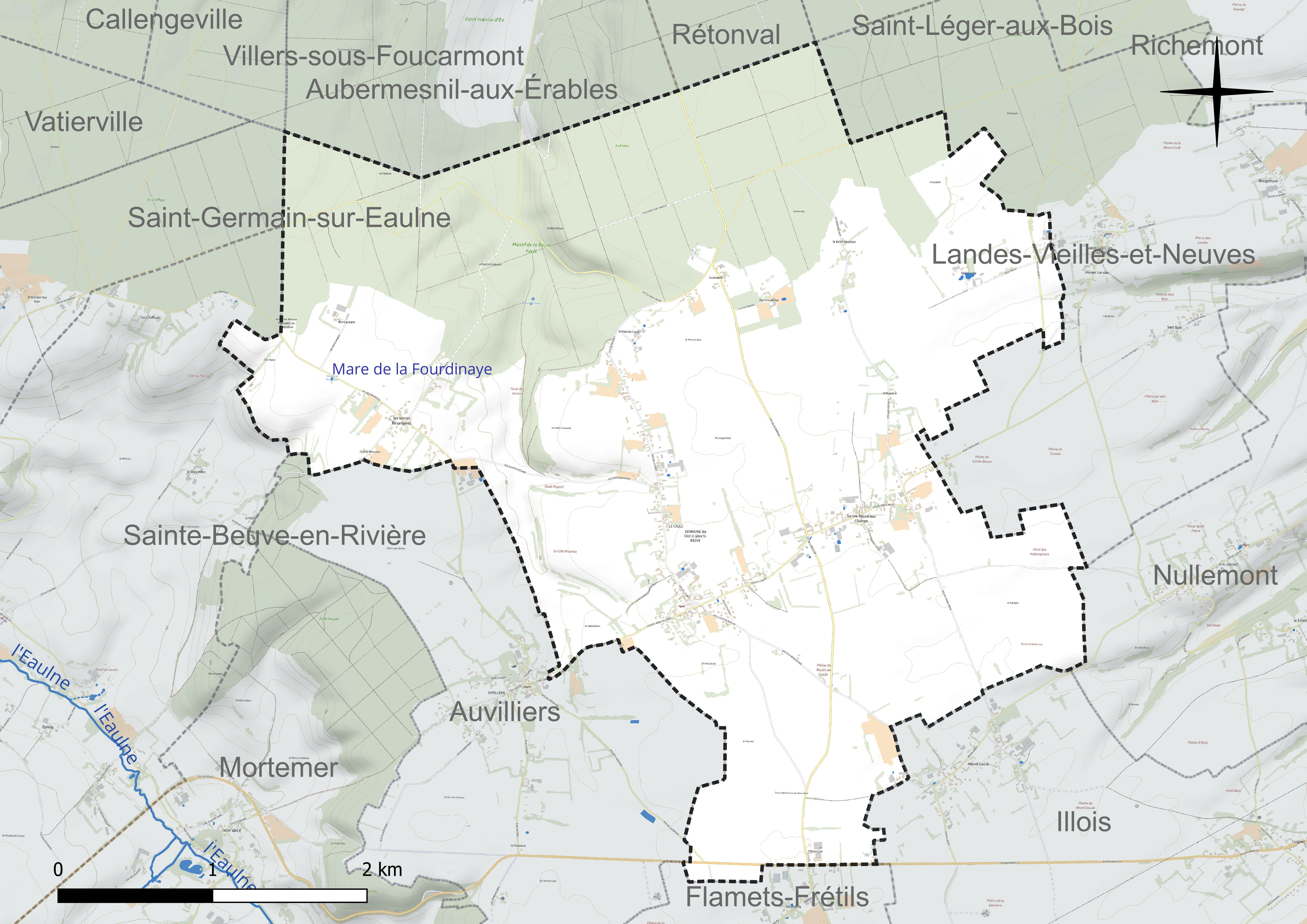
Réseau hydrographique du Caule-Sainte-Beuve.

### Climat
Pour des articles plus généraux, voir Climat de la Normandie et Climat de la Seine-Maritime.
En 2010, le climat de la commune est de type climat océanique altéré, selon une étude du CNRS s'appuyant sur une série de données couvrant la période 1971-2000. En 2020, Météo-France publie une typologie des climats de la France métropolitaine dans laquelle la commune est exposée à un climat océanique et est dans la région climatique Côtes de la Manche orientale, caractérisée par un faible ensoleillement (1 550 h/an) ; forte humidité de l’air (plus de 20 h/jour avec humidité relative > 80 % en hiver), vents forts fréquents. Parallèlement le GIEC normand, un groupe régional d’experts sur le climat, différencie quant à lui, dans une étude de 2020, trois grands types de climats pour la région Normandie, nuancés à une échelle plus fine par les facteurs géographiques locaux. La commune est, selon ce zonage, exposée à un « climat contrasté des collines », correspondant au Pays de Bray, bien arrosé et frais.
Pour la période 1971-2000, la température annuelle moyenne est de 9,8 °C, avec une amplitude thermique annuelle de 14,3 °C. Le cumul annuel moyen de précipitations est de 925 mm, avec 12,9 jours de précipitations en janvier et 9,2 jours en juillet. Pour la période 1991-2020, la température moyenne annuelle observée sur la station météorologique la plus proche, située sur la commune de Bouelles à 9 km à vol d'oiseau, est de 10,7 °C et le cumul annuel moyen de précipitations est de 838,4 mm,. Pour l'avenir, les paramètres climatiques de la commune estimés pour 2050 selon différents scénarios d’émission de gaz à effet de serre sont consultables sur un site dédié publié par Météo-France en novembre 2022.

## Urbanisme

### Typologie
Au 1er janvier 2024, Le Caule-Sainte-Beuve est catégorisée commune rurale à habitat dispersé, selon la nouvelle grille communale de densité à sept niveaux définie par l'Insee en 2022.
Elle est située hors unité urbaine et hors attraction des villes,.

### Occupation des sols
L'occupation des sols de la commune, telle qu'elle ressort de la base de données européenne d’occupation biophysique des sols Corine Land Cover (CLC), est marquée par l'importance des territoires agricoles (69,5 % en 2018), une proportion identique à celle de 1990 (69,5 %). La répartition détaillée en 2018 est la suivante : 
terres arables (43,8 %), forêts (28,9 %), prairies (23,2 %), zones agricoles hétérogènes (2,5 %), zones urbanisées (1,5 %). L'évolution de l’occupation des sols de la commune et de ses infrastructures peut être observée sur les différentes représentations cartographiques du territoire : la carte de Cassini (XVIIIe siècle), la carte d'état-major (1820-1866) et les cartes ou photos aériennes de l'IGN pour la période actuelle (1950 à aujourd'hui).

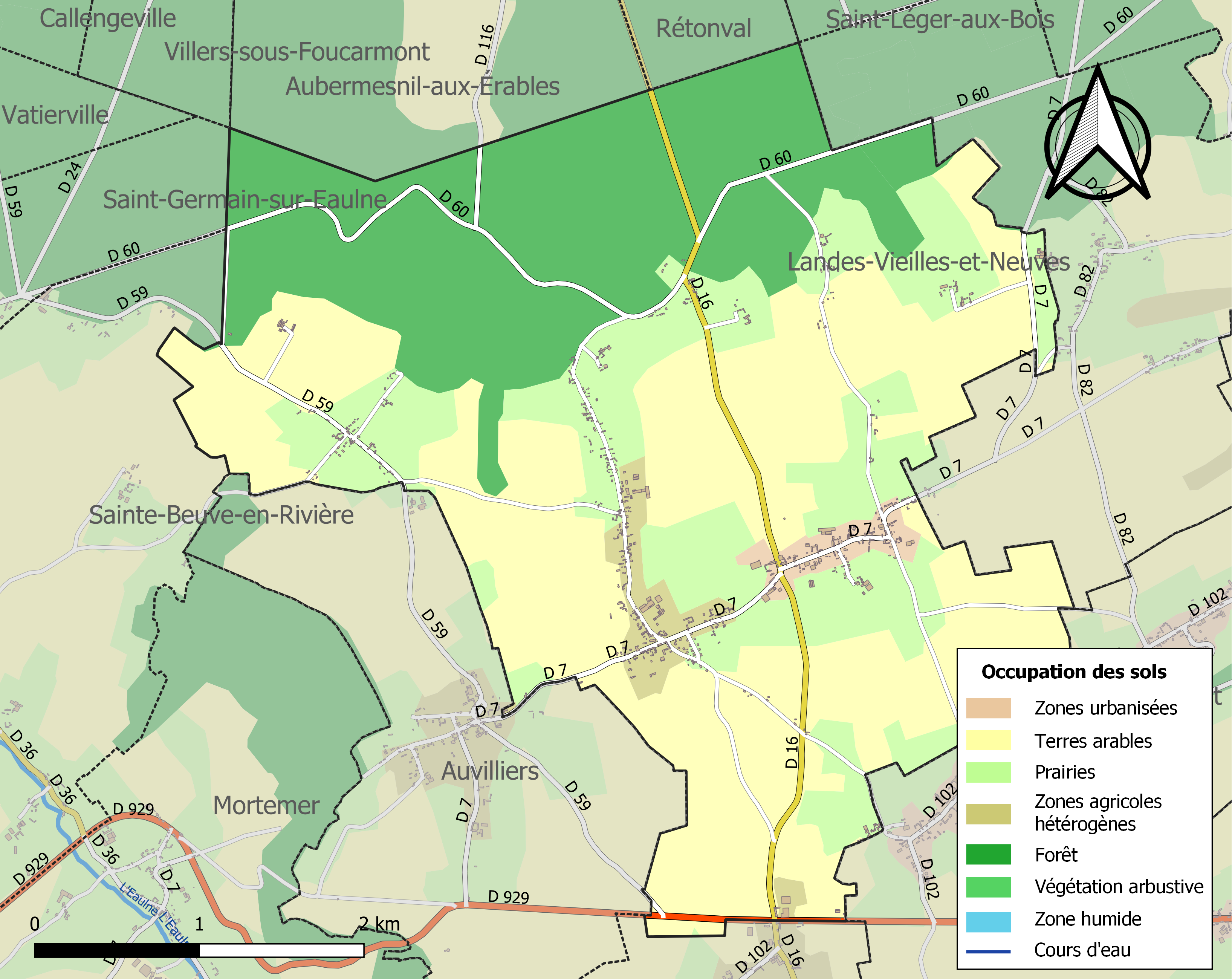
Carte des infrastructures et de l'occupation des sols de la commune en 2018 (CLC).

### Lieux-dits, hameaux et écarts
Le Caule-Sainte-Beuve est constitué de divers hameaux : 
- Le Caule, chef-lieu de la commune ;
- Les Ventes-Mésangères, qui fut jusqu'en 1822 une commune ;
- Sainte-Beuve-aux-Champs], qui fut jusqu'en 1824 une commune ;
- L'Aventure ;
- Le Bord des Bois ;
- Génétrelle.

### Habitat et logement
En 2018, le nombre total de logements dans la commune était de 230, alors qu'il était de 225 en 2013 et de 206 en 2008.
Parmi ces logements, 85,9 % étaient des résidences principales, 10,7 % des résidences secondaires et 3,4 % des logements vacants. Ces logements étaient pour 99,6 % d'entre eux des maisons individuelles et pour 0,4 % des appartements.
Le tableau ci-dessous présente la typologie des logements au Le Caule-Sainte-Beuve en 2018 en comparaison avec celle de la Seine-Maritime et de la France entière. Une caractéristique marquante du parc de logements est ainsi une proportion de résidences secondaires et logements occasionnels (10,7 %) supérieure à celle du département (3,9 %) et à celle de la France entière (9,7 %). Concernant le statut d'occupation de ces logements, 81,6 % des habitants de la commune sont propriétaires de leur logement (83 % en 2013), contre 53 % pour la Seine-Maritime et 57,5 % pour la France entière.
| Typologie                                               | Le Caule-Sainte-Beuve | Seine-Maritime | France entière |
| ------------------------------------------------------- | --------------------- | -------------- | -------------- |
| Résidences principales (en %)                           | 85,9                  | 88             | 82,1           |
| Résidences secondaires et logements occasionnels (en %) | 10,7                  | 3,9            | 9,7            |
| Logements vacants (en %)                                | 3,4                   | 8,1            | 8,2            |

## Toponymie
Le nom de la localité est attesté sous les formes Chaable en 1119, Caable fin du XIIe siècle.
Cette dénomination, issue du latin catabola pour abattre , du grec kata (dictionnaire historique Robert), aurait la même originie la même origine que le terme forestier chablis, qui désigne des arbres abattus ou déracinés par le vent ou la tempête.
L'hagiotoponyme, Sainte-Beuve, est emprunté à l'ancienne commune Sainte-Beuve-aux-Champs en 1824.

## Histoire

### Préhistoire
« Un ciseau poli en silex, une hachette polie de même matière et un marteau perforé en diorite, long de 9 centimètres et ayant la forme d'une masse à cailloux » de l'époque néolithique ont été découverts dans la commune au XIXe siècle.

### Antiquité
Des tuiles romaines ont été découvertes aux Ventes-Mésangères.

### Temps modernes
En 1634 est créée une verrerie au Caule, puis une autre en 1830. Elles fonctionnent peu de temps.

### Époque contemporaine

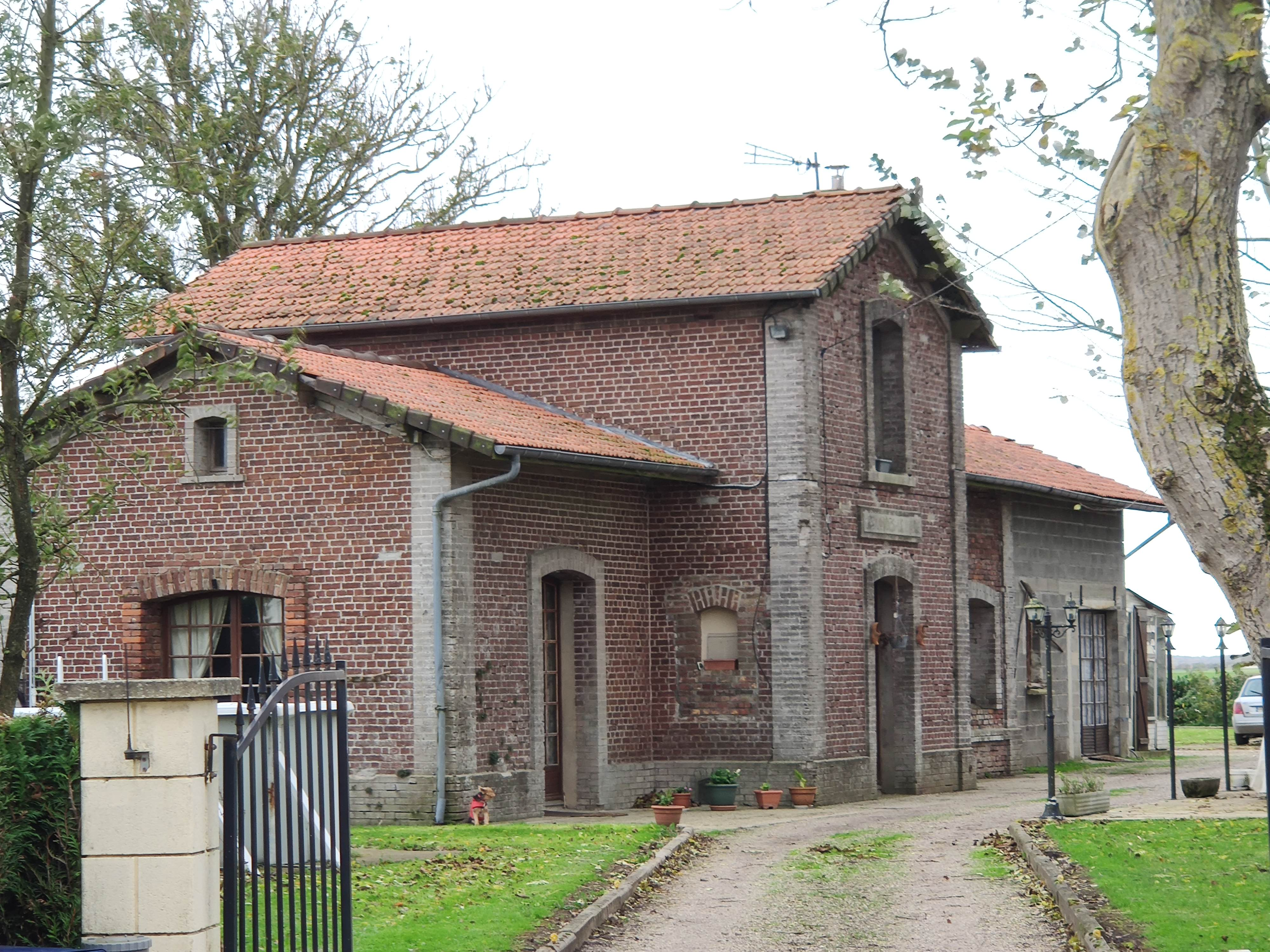
L'ancienne gare des Landes-le-Caule, devenue une habitation.

La commune du Caule, instituée par la Révolution française, absorbe en 1822 celle de Les Ventes-Mésangères et devient Le Caule-les-Ventes. En 1824, celle-ci absorbe Sainte-Beuve-aux-Champs et prend son nom actuel du Caule-Sainte-Beuve.
La gare des Landes-le-Caule, situé aux Landes-Vieilles-et-Neuves en limite du Caule, était desservie de 1906 à 1947 par la ligne de chemin de fer secondaire à voie métrique Aumale-Envermeu des Chemins de fer départementaux de la Somme (bien que située en Seine-Maritime).

## Politique et administration

### Rattachements administratifs et électoraux

#### Rattachements administratifs
La commune se trouve depuis 1926 dans l'arrondissement de Dieppe du département de la Seine-Maritime.
Elle faisait partie de 1802 à 1952 du canton de Blangy-sur-Bresle, année où elle intègre le canton d'Aumale. Dans le cadre du redécoupage cantonal de 2014 en France, cette circonscription administrative territoriale a disparu, et le canton n'est plus qu'une circonscription électorale.

#### Rattachements électoraux
Pour les élections départementales, la commune fait partie depuis 2014 du canton de Gournay-en-Bray
Pour l'élection des députés, elle fait partie depuis 2012 de la sixième circonscription de la Seine-Maritime.

### Intercommunalité
La commune était membre de la petite communauté de communes du canton d'Aumale, créée fin 2001.
Dans le cadre de l'approfondissement de la coopération intercommunale prévu par la loi portant nouvelle organisation territoriale de la République (Loi NOTRe) du 7 août 2015, qui prescrit que les intercommunalités à fiscalité propre doivent, sauf exceptions, regrouper au moins 15 000 habitants, celle-ci a fusionné avec sa voisine pour former, le 1er janvier 2017, la communauté de communes interrégionale Aumale - Blangy-sur-Bresle, dont la commune est désormais membre.

### Liste des maires
| Période                                  | Période                   | Identité                        | Étiquette | Qualité |
| ---------------------------------------- | ------------------------- | ------------------------------- | --------- | --- |
| Les données manquantes sont à compléter. |                           |                                 |           | |
| Juin 1823                                | 1831                      | Jacques Marie Auguste Boulenger |           | |
| 1831                                     | 1845                      | Pierre Alexandre Pascal Nasse   |           | |
| 1845                                     | 1849                      | Jean-Pierre Quesnel             |           | |
| 1849                                     | 1849                      | Antoine Cossard                 |           | |
| 1849                                     | 1865                      | Waning Calon                    |           | |
| 1865                                     | 1870                      | Edouard Chevallier              |           | |
| 1870                                     | 1871                      | Abel Hurpin                     |           | |
| 1871                                     | 1878                      | César Poussard                  |           | |
| 1878                                     | 1884                      | Waning Calon                    |           | |
| 1884                                     | 1908                      | César Poussard                  |           | |
| 1908                                     | 1912                      | Athanase Gressent               |           | |
| 1913                                     | 1919                      | Jean Georges Baqué              |           | |
| 1919                                     | 1928                      | Gustave Brunet                  |           | |
| 1929                                     | 1937                      | Gabriel Gressent                |           | |
| 1937                                     | 1954                      | Gabriel Allais                  |           | |
| 1954                                     | 1956                      | Georges Bourel                  |           | |
| 1956                                     | 1968                      | Michel Macré                    |           | |
| 1969                                     | 1983                      | Mireille Allais                 |           | |
| mars 1983                                | En cours (au 26 mai 2023) | Chantal Benoit                  | DVG/PCF,  | Professeur de français et histoire-géographie au lycée professionnel de Neufchâtel-en-Bray Réélue pour le mandat 2020-2026, |

## Équipements et services publics
La commune se dote en 2023 d'une maison multi-services, aménagée dans la « maison Prévost  » accueillant une boutique de vente de produits locaux, café/bar, des livres en accès libre, un cabinet d'esthéticienne et un salon de coiffure  à l'étage,.

## Démographie
L'évolution du nombre d'habitants est connue à travers les recensements de la population effectués dans la commune depuis 1793. Pour les communes de moins de 10 000 habitants, une enquête de recensement portant sur toute la population est réalisée tous les cinq ans, les populations de référence des années intermédiaires étant quant à elles estimées par interpolation ou extrapolation. Pour la commune, le premier recensement exhaustif entrant dans le cadre du nouveau dispositif a été réalisé en 2004.

En 2022, la commune comptait 479 habitants, en évolution de −2,24 % par rapport à 2016 (Seine-Maritime : +0,35 %, France hors Mayotte : +2,11 %).
| 1793 | 1800 | 1806 | 1821 | 1831 | 1836 | 1841 | 1846 | 1851 |
| ---- | ---- | ---- | ---- | ---- | ---- | ---- | ---- | ---- |
| 459  | 334  | 408  | 402  | 770  | 791  | 834  | 839  | 838  |

| 1856 | 1861 | 1866 | 1872 | 1876 | 1881 | 1886 | 1891 | 1896 |
| ---- | ---- | ---- | ---- | ---- | ---- | ---- | ---- | ---- |
| 841  | 826  | 808  | 814  | 772  | 731  | 688  | 662  | 700  |

| 1901 | 1906 | 1911 | 1921 | 1926 | 1931 | 1936 | 1946 | 1954 |
| ---- | ---- | ---- | ---- | ---- | ---- | ---- | ---- | ---- |
| 610  | 630  | 603  | 569  | 585  | 571  | 547  | 605  | 586  |

| 1962 | 1968 | 1975 | 1982 | 1990 | 1999 | 2004 | 2006 | 2009 |
| ---- | ---- | ---- | ---- | ---- | ---- | ---- | ---- | ---- |
| 577  | 513  | 472  | 418  | 432  | 402  | 366  | 364  | 448  |

| 2014 | 2019 | 2022 | - | - | - | - | - | - |
| ---- | ---- | ---- | - | - | - | - | - | - |
| 485  | 482  | 479  | - | - | - | - | - | - |

## Économie
Après des essais infructueux d'installation de distributeurs automatiques de boucherie et de pain, une boulangerie a ouvert en mars 2019 dans une ancienne boucherie devenue propriété communale.
Une cidrerie artisanale est présente depuis la fin des années 2000 et un brasseur artisanal s'est implanté dans la commune fin 2018,.

## Culture locale et patrimoine

### Lieux et monuments
- Église Saint-Barthélémy ou Sainte-Beuve, à Sainte-Beuve, qui conserve des éléments du XIe siècle, mais date principalement des XVIIe et XVIIIe siècles.
- Église Saint-Éloi, aux Ventes-Mésangères, du XVIIe siècle, en briques rouges, qui est  la dernière dépendance de l’ancienne abbaye de Foucarmont. Sa cloche datant de 1588 serait la plus ancienne de Normandie[36]
- Église Saint-Jean, au Caule, dont le chœur en briques rouges, est du XVIe ou du XVIIe siècle, mais la nef de 1822 et le clocher du XVIIIe siècle. Elle contient un beau retable en bois à colonnes torses du milieu du XVIIe siècle qui proviendrait de l'ancien couvent des pénitants de Neufchâtel[19].

- La maison forestière de Penthièvre aux Ventes-Mésangères, datant de 1881, propriété de la commune[37] et utilisée comme gite à l'entrée de la Forêt d'Eu[1].

- Au hameau du Bord des Bois (basse forêt d'Eu), traces du Fossé du Roy (ancien retranchement mis au jour par l'association Détours en Bresle, édifié au cours des XIIe et XIIIe siècles entre le royaume de France et le duché de Normandie).
- Un arbre remarquable est référencé, le Hêtre du Mont-Robert[38]

### L’Aventure dans les Arts
Un village L'Aventure est cité dans le poème d’Aragon, Le Conscrit des cent villages, écrit comme acte de Résistance intellectuelle de manière clandestine au printemps 1943, pendant la Seconde Guerre mondiale.
Il n'existe pas de commune de ce nom en France métropolitaine, ni dans les DOM-TOM.
Toutefois, le Géoportail de l'IGN trouve sous ce nom un hameau du Caule-Sainte-Beuve. ViaMichelin propose à cet endroit un hameau orthographié Laventure.
Compte tenu de la taille de ce hameau, cette localisation n'est pas convaincante et il est préférable de retenir que l'Aventure est un hameau du Bec-Hellouin.

### Personnalités liées à la commune
- Roger Cressent (1911-1989), enseignant, combattant volontaire de la résistance, chevalier de la Légion d'honneur, né au Caule-Sainte-Beuve[réf. nécessaire].
- Sergent Pierre Dauge, opérateur radio d'un avion français LeO 45 no 29 abattu au Caule-Sainte-Beuve le 31 mai 1940 lors de la Bataille de France. Il est le seul tué des quatre membres de l'équipage et une rue de la commune porte son nom. Une stèle se trouve devant le cimetière de Sainte Beuve aux champs[41],[42].
- Abbé Delforge, né en 1911, curé du village de 1948 à 1995, soit près d'un demi-siècle. Il est à l'origine de la transformation du presbytère en mairie[16].

## Pour approfondir